# Борисоглеб (Муромский район)
Борисогле́б — село в Муромском районе Владимирской области России. Административный центр Борисоглебского сельского поселения.

## География
Село расположено на правом берегу реки Ушны, в 18 километрах на север от Мурома.

## История
Образовалось из слободки при Борисоглебском монастыре, основанном в XI веке. По преданию, здесь стоял загородный дворец муромского князя Глеба. С XVII века принадлежало дворянам Борисовым. 
В конце XIX — начале XX века — крупное село в составе Чаадаевской волости Муромского уезда. В 1859 году в селе числилось 116 дворов, в 1905 году — 158 дворов.
С 1929 года село являлось центром Борисово-Глебского сельсовета Муромского района.

## Население
| 1859 | 1897  | 1905  | 1926  | 2002 | 2010 | 2021 |
| ---- | ----- | ----- | ----- | ---- | ---- | ---- |
| 733  | ↗1017 | ↗1134 | ↗1782 | ↘616 | ↗659 | ↘519 |

## Инфраструктура
В селе расположены МОУ «Борис-Глебская средняя общеобразовательная школа» (основана в 1913 году), Борисоглебская участковая больница, участковый пункт полиции, отделение федеральной почтовой связи

## Экономика
- СПК «им. Коминтерна» (сельхозпредприятие)

## Достопримечательности
В селе расположены действующая церковь Рождества Христова (1630—1660), полуразрушенные собор Вознесения Господня (1677—1679) и церковь Николая Чудотворца (1699)